# Leonardo Sinisgalli
Leonardo Rocco Antonio Maria Sinisgalli (Montemurro, 9 marzo 1908 – Roma, 31 gennaio 1981) è stato un poeta, saggista e critico d'arte italiano.
È noto come Il poeta ingegnere o Il poeta delle due muse, per il fatto che in tutte le sue opere ha sempre fatto convivere cultura umanistica e cultura scientifica. Per la sua versatilità è stato definito "un Leonardo del Novecento" in quanto è stato narratore, pubblicista, direttore artistico, direttore di riviste, documentarista, autore radiofonico, disegnatore.

## Biografia

### Infanzia (1908-1918)
Leonardo Sinisgalli nasce a Montemurro in Basilicata, da Vito Michele e Carmina Geronima Maria Lacorazza. Frequenta la bottega di don Vito Santoro che gli farà da maestro e consiglierà alla madre di fargli continuare gli studi, nonostante la sua aspirazione fosse quella di fare il garzone presso la bottega del fabbro mastro Tittillo.

### Il primo periodo romano (1918-1923)
Nel 1918, Sinisgalli parte per Caserta, alla volta del Collegio Salesiano, passando in seguito al Collegio di Benevento, ottenendo ottimi risultati, soprattutto nelle materie scientifiche, e infine a Napoli nel 1925. Si iscrive a Roma alla facoltà di Matematica, dove segue i corsi di geometria, analisi, matematica di Levi-Civita, Severi, Castelnuovo e Fantappiè. Sinisgalli sosterrà, in seguito, che la matematica ebbe un'enorme influenza sulla sua poetica. Ultimato il biennio passa alla facoltà d'ingegneria, dove sviluppa una passione per l’opera di Sergio Corazzini, poeta crepuscolare, a cui si ispirerà per la stesura dei suoi primi versi, pubblicati in autoedizione nel 1927 con il titolo di Cuore. 
Rinuncia all'invito di Enrico Fermi, nel 1929, di entrare nell'Istituto di Fisica di via Panisperna, preferendo focalizzarsi sull'attività letteraria, ma non senza incertezze e dubbi non riuscendo a vederci chiaro nella sua vocazione, che gli sembra di avere "due teste, due cervelli, come certi granchi che si nascondono sotto le pietre...". 
Durante il soggiorno romano frequenta Libero de Libero, Arnaldo Beccaria, Scipione e Mario Mafai e collabora a L'Italia Letteraria.

### Il primo periodo milanese (1932-1940)

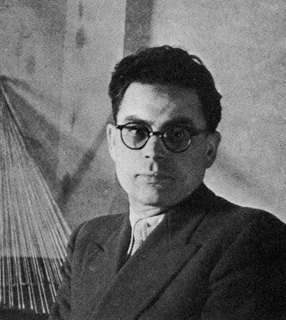
Sinisgalli nel 1938

Dopo la laurea in Ingegneria Elettronica e Industriale e l'esame di Stato sostenuto a Padova nel 1932, parte alla volta di Milano, collaborando saltuariamente con “L'Italia Letteraria” e “La Lettura”. La svolta è sancita dall'incontro con Ungaretti, che apprezza il talento del giovane Sinisgalli, dapprima con una corrispondenza sulla “Gazzetta del Popolo”, in seguito a Torino, durante una conferenza sul Petrarca. Il 1934 lo vede partecipare, dietro suggerimento di Zavattini, ai Littorali per la gioventù a Firenze, durante i quali una giuria composta da Bacchelli, Ungaretti, Palazzeschi decreta la vittoria della sua poesia "Interno Orfico”, che supera quella di Attilio Bertolucci; nell'ambito dello stesso concorso, Alfonso Gatto è primo nella prosa. Tuttavia, il suo componimento e quello di Bertolucci sono oggetto di dure critiche da parte di Telesio Interlandi su “Tevere”, nel quale lo stesso Interlandi elogia, invece, il lavoro del quinto classificato Pietro Ingrao, politicamente più impegnato.
Sinisgalli ritorna a Montemurro preparando, nel 1935, la prima stesura del “Quaderno di geometria” e di molte poesie che in seguito pubblicherà. In virtù delle insistenze di Cantatore, Zavattini ed altri, decide di ritornare a Milano. Le poesie vengono pubblicate per le edizioni Scheiwiller e catturano l'attenzione di critici come Emilio Cecchi e De Robertis, che gli dedica un saggio sul primo numero di "Letteratura", ed inaugurano la fortunata collana “All'insegna del pesce d'oro”, che prende il nome dall'osteria in cui Sinisgalli, Quasimodo, Cantatore e Scheiwiller si ritrovano. Contemporaneamente, si dedica all'attività pubblicistica, scrivendo su riviste di architettura e arredamento, non tralasciando il suo interesse per gli allestimenti e la grafica. Nel periodo milanese impegna le sue giornate a coltivare le amicizie con Persico, Pagano, Nizzoli, Terragni, Veronesi, Ponti, e frequentando lo studio Boggeri e la Galleria del Milione. I suoi "Ritratti di macchine" e "Quaderno di geometria" fissano il primo tentativo di Sinisgalli di giungere ad un superamento del dualismo tra la cultura scientifica e artistica. Il lungo legame che intreccerà la vita di Sinisgalli al mondo della grande industria comincia nel 1937 quando, dietro consiglio di Gatto, risponde ad un'inserzione che gli procurerà un contratto con la Società del Linoleum come organizzatore di convegni e collaboratore di una rivista specializzata. Nel 1938, Adriano Olivetti lo assume come responsabile dell'Ufficio tecnico di pubblicità. 
Un grande fervore creativo caratterizza i due anni in cui lavora alla Olivetti: le sue vetrine e i manifesti pubblicitari assurgono quasi a prodromi delle tecniche proprie della pop-art; sono oggetto di commenti e attenzioni. Pubblica in questo stesso periodo ”Campi Elisi”, opera che sottolinea la sua adesione al gusto ermetico, della quale scriveranno Anceschi, Contini, Bo, quest'ultimo sottolineandone la leggibilità estrema e la concretezza di sentimenti così da contraddire le critiche di oscurità di cui erano fatte oggetto le liriche ermetiche.

### La guerra
Scoppiata la guerra, Sinisgalli, con il grado di ufficiale, viene richiamato alle armi: in Sardegna, prima, e a Roma, poi, dove pubblica nel 1942 alcuni racconti di Fiori pari, fiori dispari, alcuni saggi di Furor mathematicus e una parte di Horror vacui. Conosce la baronessa Giorgia de Cousandier, poetessa amante di Trilussa, nonché pubblicista e narratrice, che diventerà la sua compagna e che sposerà nel 1969. Ad agosto 1943, un mese prima della morte della madre, esce per Arnoldo Mondadori Editore Vidi le Muse, con prefazione di Gianfranco Contini, nella collana dello “Specchio”, che raccoglierà tutta la produzione compresa negli anni 1931-1942. Ignaro della morte della madre, in una Roma ancora frastornata dalla firma di Cassibile dell'8 settembre, inizia la convivenza con Giorgia e con il più piccolo dei suoi figli, Filippo. Il 13 maggio del 1944 è tratto in arresto dalle SS che vogliono informazioni su un amico scrittore e viene trasferito in Via Tasso. Solo la prontezza di Giorgia, e la sua conoscenza del tedesco, lo salvano dopo 24 ore. 
La liberazione dell'Italia lo vede partire per Montemurro dove gli viene comunicata la notizia della morte della madre e dove si ferma per qualche mese. Rientra a Roma pubblicando Furor Mathematicus, Fiori pari, fiori dispari, 28 capitoli di prosa confidenziale, e Horror Vacui. Si cimenta in traduzioni e collaborazioni giornalistiche; fa parte della redazione de “Il costume politico e letterario”. Tuttavia, gli editori romani gli rifiutano molte delle sue proposte scientifiche e letterarie, ad esempio l'idea di una collana di classici scientifici elaborati con Sebastiano Timpanaro, direttore della Domus Galilaeana di Pisa. La sua passione lo porterà a creare, con Giandomenico Giagni, una rubrica culturale radiofonica: il “Teatro dell'usignolo”, che ospita musicisti e poeti. Nel 1947 pubblica I nuovi Campi Elisi.

### Il secondo periodo milanese (1948-1952)
Luraghi, il nuovo direttore generale della Pirelli, lo vuole con sé come direttore artistico. Con Arturo Tofanelli, Sinisgalli fonda l'house organ Pirelli, la rivista del gruppo che diventerà teatro di nuove sperimentazioni che troveranno compimento in Civiltà delle macchine del 1953.
Comincia così l'attività propagandistica per l'azienda, con l'allestimento di mostre, cicli di conferenze e la pubblicizzazione vera e propria dei prodotti: sul finire degli anni Quaranta si vede campeggiare su tutte le strade d'Italia un cartello illustrante una suola e lo slogan "Camminate Pirelli". Nel 1949 gira un documentario scientifico sui solidi "superiori" intitolato Lezione di geometria, che viene premiato alla mostra del cinema di Venezia. Stessa sorte avrà Millesimo di millimetro, cortometraggio che gira con Virgilio Sabel l'anno successivo. Nel 1950 esce Furor mathematicus, una versione ampliata del primo Furor ed include tutti gli scritti di matematica, geometria, architettura, arte e artigianato, tecnica e storia della scienza, antesignana della "Civiltà delle macchine", la rivista che fonda nel 1953 e dirige per cinque anni (32 numeri).

### Il ritorno a Roma (1952-1963)
Con il fratello Vincenzo come redattore, un fattorino e due segretarie, fonda per la Finmeccanica, di cui era presidente Luraghi, la "Civiltà delle macchine". La rivista, che ha come modello il “Politecnico” di Cattaneo, spalanca agli umanisti il mondo delle macchine e ai tecnici il mondo delle lettere ed ebbe una certa risonanza anche a livello internazionale, divenendo una delle piattaforme di discussione degli intellettuali del secolo.
Nell'agosto del 1953 muore il padre, e, in seguito alla divisione dell'eredità, a Sinisgalli rimane solo la casa natale sul fosso “Libritti”. Le due vigne (tremila viti) di cui Vito si cura personalmente per trent'anni vengono vendute, con dispiacere di Sinisgalli che ne serba un malinconico ricordo. Soprattutto per la “Vigna vecchia”, la dote di matrimonio della madre: un piccolo fazzoletto di terra al quale dedica un'ode.
Ma questi, sono anche anni di intenso lavoro per il gruppo Finmeccanica, che comprende 29 aziende: inventa slogan, escogita nomi (“Giulietta” dell'Alfa), si cimenta nel curare mostre, tra cui spicca quella del 1955 dedicata all'”Arte e industria”, in collaborazione con Enrico Prampolini, presso la Galleria d'Arte Moderna di Roma. Quando Luraghi esce di scena e la testata Civiltà delle Macchine passa all'Iri, inizia un processo di lento declino che porterà il poeta, con il numero di marzo-aprile del 1958, ad abbandonarne la direzione con profonda indignazione, lasciandosi alle spalle una battaglia per mantenerne integra la struttura e l'essenza. La rivista continuerà le pubblicazioni fino agli anni Ottanta, mutando però indirizzo dopo l'uscita di Sinisgalli che si impegnò subito in un lavoro di propaganda pubblicitaria per l'Agip, su richiesta di Enrico Mattei, inframmezzato da una serie di viaggi (Iran, Marocco, Cecoslovacchia, Thailandia, ecc.), conseguenza sia delle dimensioni internazionali dell'azienda, sia della sua nomina a consulente part-time per l'Alitalia nel 1961. In quello stesso anno vince, con Tristan Tzara, il premio Etna-Taormina e inizia a collaborare con “Paese sera”. È questo il periodo in cui la sua creatività comincia ad inaridirsi, senza però compromettere la qualità dei suoi versi, e lo convince a rivolgersi verso un'altra passione: quella del disegno e del ritratto. Nel maggio del '62 inizia a esporre i suoi lavori a Milano, nella Galleria Apollinaire.

### L'ultimo periodo

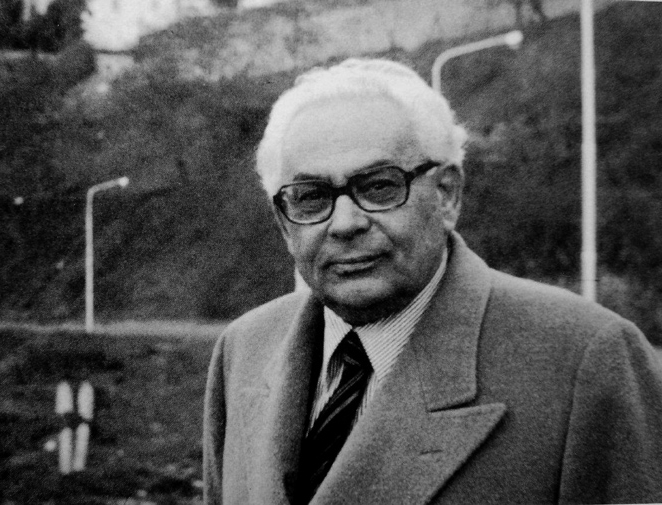
Sinisgalli negli anni 1970

Molte difficoltà lo accompagneranno nel 1963, non ultime le problematiche di salute del figlio Filippo. Abbandona l'Eni e ritorna a Milano, ma, con sua somma delusione, la “città tecnica” di Gadda, che sempre aveva tessuto le sue lodi, questa volta sembra indifferente alle sue creazioni. Ritorna a Roma dopo qualche piccola consulenza di scarso rilievo e fonda la rivista di design “La botte e il violino” (8 numeri) nella quale dà anche libero sfogo alle sue riflessioni. Collabora al “Il Mondo” di Pannunzio e al “Tempo Illustrato”, nel quale affronta una rubrica di critica d'arte, i cui articoli confluiranno poi nei Martedì colorati (Immordino, Genova 1967). Gli editori de “La botte e il violino” decidono di chiudere la rivista a causa dei costi elevati e Sinisgalli si dedica all'ideazione di un nuovo house organ: “Il quadrifoglio”, una rivista d'automobilismo che dirigerà fino al 65º anno d'età. L'anno precedente aveva pubblicato per Mondadori la Poesia di ieri, un'antologia delle sue raccolte che vince il Premio Fiuggi.
Il 1967 è l'anno della pensione ed anche del sopraggiungere di un infarto che però non lo induce, nonostante il parere dei medici, a ridurre il ritmo delle sue attività: infatti cura con il fratello Vincenzo un programma monotematico per la radio dal titolo “La Lanterna” che andrà avanti per circa due anni, raggiungendo 98 puntate.
Il dolore per la perdita di Giorgia (1978) e i riconoscimenti letterari sono il filo conduttore degli anni settanta: vince il premio Gubbio-Inghirami nel 1971, il Premio Viareggio nel 1975 e il premio Vallombrosa nel 1978 con “Dimenticatoio”.
Collabora con il Settimanale con una rubrica d'arte e con Il Mattino, su cui pubblica delle memorie rielaborate, scritte anni addietro e nel 1980 vedono la luce le “Imitazioni della Antologia Palatina” per la Edizioni della Cometa. Ormai Sinisgalli è sempre più preso dalla sua passione per il disegno e nel 1980 fonda a Roma con Roberta Du Chene ed Ida Borra la galleria “Il Millennio". La mostra d'apertura è dedicata ai pastelli e agli acquerelli di Sinisgalli.
È proprio durante la seconda personale presso la sua Galleria che il 31 gennaio 1981 Sinisgalli muore per infarto. Fu sepolto nella sua città natale di Montemurro. Per volontà di Rodolfo Borra (l'esecutore testamentario di Leonardo), sulla lapide del poeta, campeggia la sua ultima poesia: "Risorgerò fra tre anni o tre secoli tra raffiche di grandine nel mese di giugno".

## Stile
Sinisgalli appartiene alla generazione inquieta di Montale, Moravia, Pavese, Vittorini e Piovene, i quali, formatisi nei duri anni del fascismo, ebbero sempre un angoscioso travaglio intellettuale dettato dalle difficoltà di quegli anni di cambiamento. La sua poesia, quindi, ha sempre una certa amarezza di fondo e un senso di insoddisfazione continuo. Amarezza soprattutto verso la sua condizione di emigrante, costretto a lasciare la sua terra su consiglio del suo maestro, che dopo la licenza media convinse la madre a mandarlo in collegio per proseguire gli studi. Molto spesso nelle sue opere sono presenti aneddoti e luoghi della sua infanzia, del suo paese, talvolta elementi all'apparenza banali, ma che rispecchiavano la chiave della sua inquietudine e amarezza, che era il distacco forzato da casa. Ero nato senza appetiti e volevo semplicemente perire nella mia aria scriverà più avanti.
Altro aspetto fondamentale della sua poesia, e della sua prosa, fu dettato dalla formazione matematica, che influenzò non poco le sue opere, così come la geometria (vedi fra tutti l'emblematico titolo Furor mathematicus).

## Fondazione Leonardo Sinisgalli
La fondazione Leonardo Sinisgalli è nata l'11 dicembre 2008 (atto costitutivo, Statuto), nell'anno in cui ricorreva il centesimo anniversario dalla nascita del poeta, sotto gli auspici del comune di Montemurro e della Fondazione Banco di Napoli, ma l'attività vera e propria della fondazione ha avuto inizio nel 2013. La fondazione gestisce la casa delle Muse spazio espositivo dedicato a Sinisgalli, situata di fronte alla casa dove nacque il poeta. In due sale sono conservati i suoi libri e i suoi disegni, le sue pubblicità, le pubblicazioni editoriali (la fondazione ha acquistato 70 volumi del poeta-ingegnere); le copertine delle riviste che ha fondato e diretto (Pirelli, Civiltà delle Macchine, La botte e il violino) e le sue poesie. La casa delle Muse ospita anche opere di alcuni artisti cari a Sinisgalli: Gentilini, Cantatore, Turcato, Chersicla, Tamburi ecc. 
Erede unica testamentaria del poeta è la Dott.ssa Ana Maria Lutescu (medico).

## Opere
- Cuore - Auto-edizione, Roma 1927;
- Ritratti di macchine - Edizioni di Via Letizia, Milano 1935;
- Quaderno di geometria - Campo Grafico, Milano 1935;
- 18 poesie - Scheiwiller, Milano 1936;
- Italiani - Editoriale Domus, Roma 1937;
- Campi Elisi - Scheiwiller, Milano 1939;
- Vidi le muse - Mondadori, Milano 1943;
- Furor mathematicus - Urbinati, Roma 1944;
- Horror vacui, O.E.T., Roma, 1945;
- Fiori pari, fiori dispari - Mondadori, Milano 1945;
- L'indovino, dieci dialoghetti - Astrolabio, Roma 1946;
- I nuovi Campi Elisi - Mondadori, Milano 1947;
- Belliboschi - Mondadori, Milano 1948;
- Furor mathematicus - Mondadori, Verona 1950 (edizione ampliata contenente anche L'indovino e Horror vacui);
- La vigna vecchia - Mondadori, Milano 1956;
- Tu sarai poeta - Riva, Verona 1957;
- La musa decrepita - Quaderni di Marsia, Roma 1959;
- L'immobilità dello scriba - Roma 1960;
- Cineraccio - Neri Pozza, Venezia 1961;
- L'età della luna - Mondadori, Milano 1962;
- Ode a Lucio Fontana - Bucciarelli, Ancona 1962;
- Prose di memoria e d'invenzione - (Fiori Pari, Fiori Dispari e Belliboschi) Leonardo da Vinci, Bari 1964;
- Poesie di ieri - Mondadori, Milano 1966;
- L'albero di rose - (traduzione di poesie lucane) Edizioni Galleria Penelope, Roma 1966;
- I martedì colorati - Immordino, Genova 1967;
- Paese lucano - Origine, Luxemburg 1968;
- Archimede (I tuoi lumi, i tuoi lemmi!) - Tallone, Alpignano 1968;
- La rosa di Gerico - (a cura di F. Mazzoleni) Mondadori, Milano 1969;
- Calcoli e fandonie - Mondadori, Milano 1970;
- Il passero e il lebbroso - Mondadori, Milano 1970;
- L'ellisse - (a cura di G. Pontiggia) Mondadori (Oscar), Milano 1974;
- Mosche in bottiglia - Mondadori, Milano 1975;
- Un disegno di Scipione e altri racconti - Mondadori, Milano 1975; Premio Letterario Basilicata[24]
- Dimenticatoio - Mondadori, Milano 1978; Edizione del Labirinto, Matera 1978;
- Come un ladro - (a cura di J. e S. Sebaste) Bernalda 1979;
- Imitazioni dall'Antologia Palatina (a cura di Giuseppe Appella) - Edizioni della Cometa, Roma 1980.

### Opere postume
- Leonardo Sinisgalli, Ventiquattro prose d'arte, introduzione di Giuseppe Appella, Edizioni della Cometa, Roma 1983;
- Leonardo Sinisgalli, Sinisgalliana, Edizioni della Cometa, Roma 1984;
- Leonardo Sinisgalli, L'albero bianco, a cura di Rosetta Maglione e Antonio Vaccaro, Edizioni Osanna, Venosa 1986;
- Leonardo Sinisgalli, Promenades architecturales, Lubrina Editore, Bergamo 1987;
- Leonardo Sinisgalli, L'odor moro, a cura e con un saggio di Renato Aymone, Avagliano Editore, Cava dei Tirreni 1990;
- Leonardo Sinisgalli, Carte lacere, a cura di Giuseppe Appella, con nove disegni dell'Autore, Edizioni della Cometa, Roma 1991;
- Leonardo Sinisgalli, Furor mathematicus, Ponte alle Grazie, Firenze 1992;
- Leonardo Sinisgalli, Leonardo Sinisgalli: una galleria di ritratti. 70 disegni, a cura di Giuseppe Tortora, Associazione culturale L'albero di Porfirio, Napoli 1993;
- Leonardo Sinisgalli, Intorno alla figura del poeta, a cura di Renato Aymone, Avagliano Editore, Cava dei Tirreni 1994;
- Leonardo Sinisgalli, Horror vacui, a cura e con un saggio di Renato Aymone, Avagliano Editore, Cava dei Tirreni 1995;